# Minnesotas flag
Minnesotas flag er blåt og har delstatens segl omgivet af forskellige elementer midt i flagdugen. Flaget blev vedtaget 19. marts 1957 og er baseret på et tidligere flag fra 1893. Det er i størrelsesforholdet 3:5.
Seglet viser en scene med en indianer til hest og en bonde som pløjer jorden. Tre årstal er indskrevet på bånd som omgiver seglet. Det første, 1819, henviser til året for etableringen af Fort Snelling, den første europæiske bosætning i delstaten. Årstal nummer to, 1858, henviser til optagningen i unionen, mens det tredje årstal, 1893, henviser til året flaget blev vedtaget. Seglet er omgivet af en krans af orkideblomster (latin: cypripedium reginae). Udenfor dette findes en ring hvor der er placeret nitten stjerner samlet i fem grupper. Tallet nitten er en henvisning til at Minnesota var den nittende delstat som sluttede sig til unionen efter de oprindelige tretten. Den øverste stjerne repræsenterer nordstjernen. I seglet forekommer også delstatsmottoet, L'Etoile du Nord, som henviser til det samme. Nordstjernen som symbol genfindes i to andre nordlige delstaters flag: Alaska og Maine.
Frem til 1957 havde flaget forskellig forside og bagside. Fra indførelsen 4. april 1893 og frem til revisionen af flaget i 1957 havde det på bagsiden hvid flagdud med et andet seglmotiv.

## Lighed med andre delstatsflag
Minnesotas flag er, som flere andre amerikanske delstatsflag, baseret på militære forbilleder. Også delstaterne Pennsylvania, Connecticut, South Carolina, New Hampshire, Virginia, New York, Vermont, Kentucky, Indiana, Maine, Michigan, Wisconsin, Oregon, Kansas, Nevada, Nebraska, North Dakota, Montana, Idaho, Utah og Alaska har delstatsflag med blå flagdug. Louisiana, Oklahoma og South Dakota benytter en noget lysere blåfarve i sine delstatsflag, mens Delawares delstatsflag har en lysere, gråblå farvetone. 

## Forslag til nyt flag
Fordi så mange delstatsflag er blå med segl eller våbenskjold i midten kan det være vanskeligt at skelne de enkelte delstatenes flag fra hinanden. På denne baggrund er der fremkommet forslag om at forenkle Minnesotas flag. Det mest kendte forslag til nyt flag kaldes nordstjerneflaget og består af en flagdug delt i blåt over grønt af en hvid bølgestribe. I det øvre, blå felt er der placeret en stor gul stjerne. Flagforslaget har også været fremlagt i delstatsforsamlingen, uden at vinde frem. 
Forslaget har mange ligheder med det som i 1975 blev foreslået af den norske vexillolog Atle Grahl-Madsen.

## Nyt flag
Den 19. december 2023 valgte en komité et nyt flag, der bygger på et af mange indsendte designforslag. Flaget består af en ottetakket hvid nordstjerne på en mørkeblå figur, der skal forestille staten Minnesotas omrids. Den lyseblå baggrund symboliserer statens søer og vandløb. Flaget bliver officielt den 11. maj 2024.